# Mysterio (álbum)
Mysterio es un álbum de estudio del cantante británico Ian McCulloch, publicado el 17 de marzo de 1992. Es el segundo disco de McCulloch después de su marcha de Echo & the Bunnymen en 1989. Contiene una versión de la canción "Lover, Lover, Lover" de Leonard Cohen, además de una colaboración de Elizabeth Fraser de Cocteau Twins en la canción "Heaven's Gate". Alcanzó el puesto número 46 en la lista británica de álbumes y el 39 en el Billboard Top Heatseekers.

## Lista de canciones
- Todas las canciones compuestas por Ian McCulloch, excepto donde se indique lo contrario.

1. "Magical World" – 4:10
2. "Close Your Eyes" – 4:39
3. "Dug for Love" – 3:50
4. "Honeydrip" – 4:37
5. "Damnation" – 3:18
6. "Lover, Lover, Lover" (Leonard Cohen) – 3:55
7. "Webbed" – 2:57
8. "Pomegranate" – 4:22
9. "Vibor Blue" – 2:59
10. "Heaven's Gate" – 3:59
11. "In My Head" – 5:05

## Personal
- Ian McCulloch – voz, guitarra

The Prodigal Sons Band
- Steve Humphreys – batería
- John McEvoy – guitarra
- Edgar Jones – bajo
- Mike Mooney – guitarra líder
- Mark Saunders – productor ("Magical World", "Close Your Eyes", "Honeydrip", "Damnation", "Webbed", "Pomegranate" y "In My Head")
- Henry Priestman – productor ("Dug for Love" y "Lover, Lover, Lover")
- Robin Guthrie – productor ("Vibor Blue" y "Heaven's Gate")